# Zeta Cassiopeiae
Zeta Cassiopeiae (ζ Cassiopeiae , förkortat Zeta Cas, ζ Cas) som är stjärnans Bayerbeteckning, är en stjärna belägen i södra delen av stjärnbilden Cassiopeja. Den har en skenbar magnitud på 3,66 och är klart synlig för blotta ögat. Baserat på parallaxmätning inom Hipparcosuppdraget på ca 5,5 mas, beräknas den befinna sig på ett avstånd av 590 ljusår (182 parsek) från solen.

## Egenskaper
Zeta Cassiopeiae är en blå-vit underjättestjärna av spektralklass B2IV, vilket anger att den har förbrukat dess förråd av väte i kärnan och börjat utvecklas bort från huvudserien. Den har en massa som är 8,3 gånger större än solens massa och en radie som är 5,9 gånger solens. Den utsänder från sin fotosfär 5,5 gånger mer energi än solen vid en effektiv temperatur på 20 426 K.

## Variabilitet
Zeta Cassiopeiae är en sannolik medlem av en ovanlig grupp av variabla stjärnor som kallas "långsamt pulserande B-stjärnor" (SPB). Den visar en pulsationsfrekvens på 0,64 per dygn (eller en gång per 1,56 dygn) och visar ett svagt magnetfält med en styrka på ungefär 3,35 × 10-2 T, vilket varierar med en period av 5,37 dygn. Detta motsvarar troligen rotationshastigheten för stjärnan, som, sett mot den låga projicerade rotationshastigheten, tyder på att stjärnan observeras nästan i rotationsaxelns riktning. 
Zeta Cassiopeiae är en kandidat som magnetisk Bp-stjärna som visar en överskott av helium. Stjärnan innehåller ett slumpmässigt orienterat fossilt magnetfält, vilket påverkar utflödet av stjärnvinden. Kollisioner mellan strömmar från denna skapar en chockfront, med kylande partiklar som samlar sig i en samroterande skiva. 